# Правлячий клас
Панівний клас (також правлячий клас) у політології та соціології — назва соціального класу, що концентрує функції управління у різних сферах життя суспільства.
Концепція панівного класу з'явилася в XIX столітті у Карла Маркса, який виступав проти домінуючого класу в своїй теорії класової боротьби, яку, за його твердженням, запозичив із роботи історика Франсуа Гізо. Кілька панівних класів об'єднуються або змінюють один одного залежно від часу, кожен із яких заснований на власності на засоби виробництва і класовій ідеології, що легітимізує їхню владу.
У XX столітті соціолог П'єр Бурдьє вивчав моделі панування та відтворення панівного класу.
Соціолог Чарльз Райт Міллс (1916—1962) стверджував, що правлячий клас відрізняється від правлячої еліти . Остання — це просто невелика група людей, що володіють найбільшою політичною владою. Правлячий клас — це люди, які безпосередньо впливають на політику, освіту і управління з допомогою багатства або влади.